# Deodat (bisbe de Barcelona)
Deodat o Deusdedit fou bisbe de Barcelona des de 1010 fins al 1029. Era ardiaca de Barcelona quan fou nomenat bisbe en substitució d'Aeci que hauria mort abans del setembre de 1010. Deodat ja ocupava de seu al novembre d'aquell any tal com consta en un document de confirmació de bisbes i comtes sobre les dotacions de la Canònica per al bisbe d'Urgell on consta un prelat anomenat Deusdedit Barchinonensis. Tanmateix aquesta data podria ser controvertida, ja que consta com a bisbe de Vic Borrell que hauria començat fins al 1011. Deodat era fill de Bonucio i Senegonda, que tingueren altres cinc fills, anomenats Amate, Ralambaldo, Ismardo, Isuardo i Reynardo. Un oncle seu anomenat Seniofredo, era ardiaca de Barcelona i Deodat el succeí com a ardiaca de Barcelona i n'heretà una casa amb jardí i vinya prop del port de Barcelona, propietat que fou venuda a la infanta Ermengarda, filla del comte Borrell, per Deodat el 19 de desembre del 1014. Deodat prosseguí la promoció de la Canònica de la Santa Creu i Santa Eulàlia, endegada pel seu antecessor Aeci. L'any 1021 es consagrà l'església de Sant Pere de Roda, concorrent alguns prelats, tot i que Deodat no hi assistí personalment, accedí i confirmà la consagració així com l'amenaça d'excomunió contra els que usurpaven els béns de l'església. L'any 1023 Deodat donà llicència a Guislabert, que succeiria a aquest en el càrrec de bisbe, per a la construcció de l'església de Sant Cugat en el lloc del forn on fou llançat Sant Cugat. Aquesta llicència fou confirmada pel Papa Joan XIX, l'arquebisbe de Narbona Guifré entre d'altres. L'any 1027 se sostingué un sínode a Vic al que assistiren Deodat, l'arquebisbe de Narbona Guifré, Guadallo de Girona, Melio d'Urgell, Oliba de Vic, contra els usurpadors dels béns eclesiàstics i de resultes d'aquest el Comte Berenguer restituí les rendes episcopals, particularment els termes d'Egara i Terrassa. En un altre document consta la donació dels comtes Berenguer i la seva segona muller Guisla de Lluçà, el monestir de les Puel·les i l'església de Sant Sadurní, al bisbat.